# Innovation mit Normen und Standards
Innovation mit Normen und Standards (INS) ist ein Förderprogramm, das vom Bundesministerium für Wirtschaft und Technologie (BMWi) als langfristig angelegtes Vorhaben im DIN Deutsches Institut für Normung e. V. im Jahr 2006 initiiert wurde.
Es wird durch den mit Vertretern aus Wirtschaft und Wissenschaft besetzten Präsidialausschuss Forschung, Innovation und Entwicklung (SO-FIE) des DIN maßgeblich mitgesteuert. Dies zeigt sich unter anderem daran, dass SO-FIE in die Bewertung eingegangener INS-Projektideen einbezogen wird. INS wird als ein wichtiges Hilfsmittel angesehen, um rechtzeitig Normungs- und Standardisierungsaktivitäten im Forschungs- und Entwicklungsprozess zu etablieren.
Seit Initiierung von INS wurden insgesamt 206 Projekte und 13 wissenschaftliche Basisuntersuchungen abgeschlossen. Im Jahr 2012 waren es 40 Projekte und eine wissenschaftliche Basisuntersuchung.

## Ziel
Ziel von INS ist die Etablierung von frühzeitig angesetzten Normungs- und Standardisierungsaktivitäten im Forschungs- und Entwicklungsprozess, die Optimierung des Marktreifeprozesses von hochinnovativen Technologien, die effizientere Einbindung bisher normungsferner Kreise sowie die Sensibilisierung der Verantwortlichen
in Wirtschaft, Wissenschaft und Politik.

## Auswahlkriterien
Für die Auswahl neuer Projekte gelten der Grad der Innovation, der Nutzen für die deutsche Wirtschaft, die Dringlichkeit/dringender Handlungsbedarf, die europäische oder internationale Bedeutung und der Normungs- und Standardisierungsbezug bzw. die normungsvorbereitende Aktivität.